# Hohes Schareck
Hohes Schareck är ett berg i Österrike.   Det ligger i distriktet Liezen och förbundslandet Steiermark, i den centrala delen av landet, 210 km sydväst om huvudstaden Wien. Toppen på Hohes Schareck är 2 327 meter över havet.
Terrängen runt Hohes Schareck är huvudsakligen bergig. Runt Hohes Schareck är det ganska glesbefolkat, med 21 invånare per kvadratkilometer.. Närmaste större samhälle är Schladming, 14,0 km nordväst om Hohes Schareck. 
Trakten runt Hohes Schareck består i huvudsak av gräsmarker.